# Friedrich Torberg

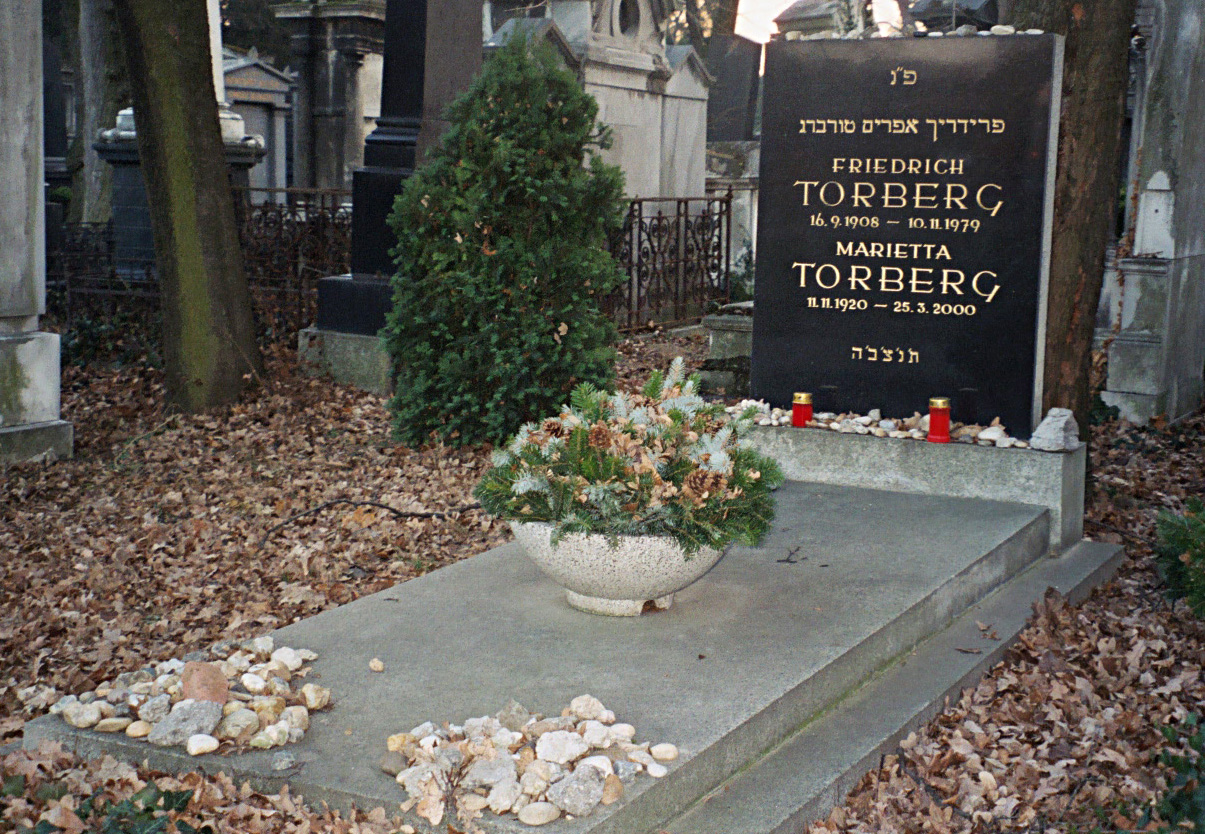
Grób Torberga w Wiedniu

Friedrich Torberg (ur. 16 września 1908 r. w Wiedniu, zm. 10 listopada 1979 r. tamże) – austriacki pisarz, dziennikarz, krytyk i tłumacz.
Jego najbardziej znanymi dziełami są powieść Uczeń Gerber i zbiór anegdot Ciocia Jolesch (Ciocia Jolesz). Torberg jest także znany jako tłumacz książek izraelskiego satyryka Ephraima Kishona, a także jako inicjator (razem z Hansem Weiglem) w latach 1960 bojkotu dzieł Berta Brechta w Austrii. Pochowany na Cmentarzu Centralnym w Wiedniu.

## Uczeń Gerber
Postać ucznia Gerbera jest podobna do Torberga - obaj cierpią w szkole z powodu surowego nauczyciela matematyki. Gerber zdaje maturę, ale popełnia samobójstwo, zanim dowiaduje się o wyniku egzaminu. Torberg nie zdał, ale przeżył.